# Żachwy
Żachwy (Ascidiacea) – gromada zwierząt morskich zaliczanych do podtypu osłonic. Opisanych około 3000 gatunków.

## Anatomia i fizjologia
Żachwy w stadium dorosłym są organizmami osiadłymi. Pojedynczy osobnik ma otwór (syfon) wlotowy w szczytowej części ciała, prowadzący do przestronnej gardzieli (u przedstawicieli rodziny Hexacrobylidae gardziel jest zredukowana). Syfon może być otoczony czułkami. Gardziel przebita jest zazwyczaj licznymi szczelinami skrzelowymi, tworzącymi kosz skrzelowy. Woda przepływająca przez kosz skrzelowy trafia do jamy okołoskrzelowej (atrium), uchodzącej do syfonu wylotowego (odbytowego). W wentralnej części kosza skrzelowego znajduje się również endostyl, prowadzący do początkowego odcinka jelita. Ciało żachw, podobnie jak większości przedstawicieli osłonic, pokrywa tunika – zewnątrzkomórkowa powłoka zbudowana z celulozy (nazywanej u osłonic tunicyną), białek i pojedynczych komórek ameboidalnych, które mogą przeistaczać się w komórki pigmentowe lub wytwarzać wapienne spikule; niekiedy tunika może być ukrwiona zatokami krwionośnymi.

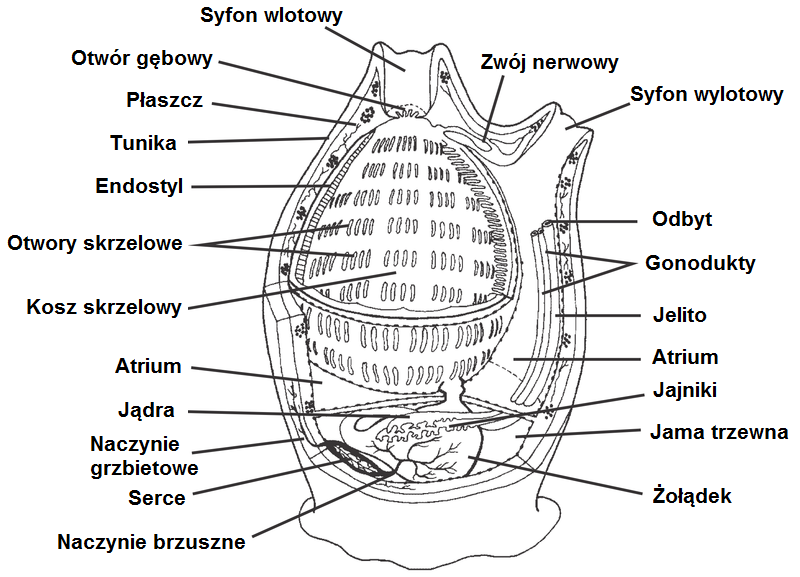
Anatomia żachwy

### Kosz skrzelowy
Kosz skrzelowy, u większości żachw, jest organem zajmującym największą część ciała. Jest aparatem filtracyjnym i narządem wymiany gazowej. Ściany kosza skrzelowego składają się z systemu pasów, przez które przechodzą zatoki krwionośne. Przez ściany przebijają się liczne szpary skrzelowe, których specyficznie gatunkowy układ powstaje stopniowo w czasie rozwoju osobniczego z jednego, dwóch lub trzech pierwotnych otworów skrzelowych. po wentralnej stronie kosza skrzelowego biegnie endostyl, na który składają się cztery rzędy wydzielających śluz komórek. Endostyl biegnie od syfonu wlotowego do ujścia jelita. Kosz skrzelowy zawieszony jest w jamie okołoskrzelowej (atrium), łącząc się z resztą ciała żachwy jedynie wzdłuż endostylu (pod endostylem biegnie brzuszne naczynie krwionośne).

### Układ pokarmowy
U-kształtny układ pokarmowy składa się z krótkiego jelita przedniego (przełyku), obszernego środkowego (żołądka) - gdzie zachodzi trawienie i tylnego, w którym zachodzi resorpcja związków pokarmowych i które uchodzi do otworu wylotowego. Materiał zapasowy w postaci glikogenu jest odkładany w ścianach jelita tylnego.

### Układ krwionośny
Żachwy mają układ krwionośny półotwarty. Składa się na niego serce, trzy główne naczynia krwionośne i układ zatok, do których wylewa się krew.
Serce żachw, znajdujące się blisko pętli układu pokarmowego, ma nietypową, trójdzielną budowę – dochodzą do niego trzy równorzędne naczynia krwionośne: brzuszne (subendostylarne), brzusznotułowiowe i grzbietowe. Każde z naczyń zaopatruje w krew inny region zatok krwionośnych. Serce pompuje krew naprzemiennie w różnych kierunkach, co jest cechą unikatową w świecie zwierząt.
Krew żachw zawiera cztery rodzaje komórek:
- limfocyty,
- amebocyty – zdolne do fagocytozy,
- nefrocyty – uczestniczące w oczyszczaniu krwi ze związków azotu,
- morulocyty – komórki budujące tunikę, u niektórych gatunków zawierające również barwniki, w tym czerwony barwnik oddechowy – hemoglobinę oraz zielony barwnik – hemowanadynę(inne języki) – o nieznanej funkcji (komórki takie nazywa się wanadocytami(inne języki)).

Ze względu na występowanie wanadocytów u żachw notuje się bardzo wysokie stężenie wanadu, które może nawet milionkrotnie przewyższać stężenie tego pierwiastka w wodzie morskiej.

### Układ nerwowy
U larw żachw występuje charakterystyczna dla strunowców położona dorsalnie cewka nerwowa, która zanika w czasie metamorfozy, kiedy układ nerwowy dorosłego osobnika budowany jest de novo. Z niewielkiego fragmentu cewki nerwowej powstaje wówczas wydłużony zwój nerwowy (ganglion) położony między syfonem wlotowym a wylotowym, odchodzą od niego nerwy unerwiając zwieracze syfonów, trzewia i kosz skrzelowy. Ganglion nie pełni jednak ważnej funkcji - jego usunięcie powoduje jedynie zaburzenia w pracy syfonu. 
Poniżej zwoju nerwowego znajduje się niewielki gruczoł o nieznanej funkcji, połączony wąskim kanałem z grzbietową częścią gardzieli. Sugeruje się, że gruczoł ten jest homologiem przysadki.

### Układ rozrodczy
Większość żachw to organizmy hermafrodytyczne posiadające pojedynczy jajnik i jądro. U niektórych przedstawicieli gonady są jednak parzyste (np. Molgula). Każda gonada uchodzi gonoduktem do syfonu atrialnego. Gonady są położone w pętli jelita (u przedstawicieli Enterogona) lub w ścianach ciała (u Pleurogona). Niektóre żachwy cechują się protoandrią lub protogynią.

### Wymiana gazowa
Brak osobnego układu oddechowego. Wymiana gazowa zachodzi w koszu skrzelowym i poprzez tunikę. Ze względu na spokojny, osiadły tryb życia, żachwy mają bardzo małe zapotrzebowanie na tlen.

### Wydalanie
Brak osobnego układu wydalniczego. Większa część azotu wydalana jest w postaci amoniaku przez kosz skrzelowy i tunikę, jednak żachwy produkują również mocznik i kwas moczowy, które są wychwytywane w krwi przez nefrocyty, a następnie wbudowywane jako nierozpuszczalne, wewnątrzkomórkowe inkluzje. Komórki zawierające tak uwięzione związki azotu osiadają następnie w jelitach lub gonoduktach.

### Ruch i odbieranie bodźców

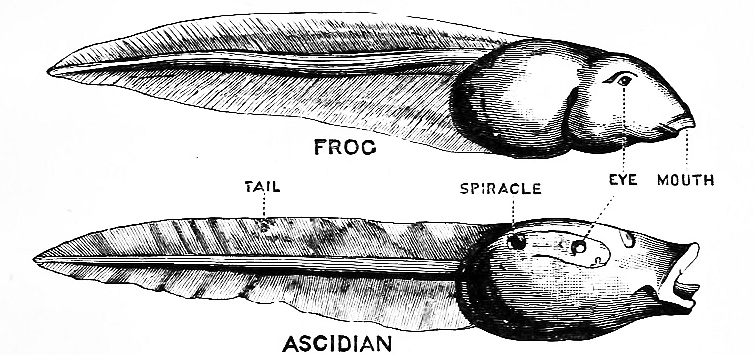
Porównanie kijanki żaby (powyżej) i larwy żachwy (poniżej)

Larwy żachw przypominają pokrojem ciała kijanki, są ruchliwe i posiadają bocznie spłaszczony ogon, przy pomocy którego aktywnie przemieszczają się w wodzie, poszukując miejsca do osiedlenia się.
W ścianach ciała dorosłych żachwy znajdują się nieregularnie ułożone mięśnie gładkie zdolne do zmieniania kształtu zwierzęcia lub do zaciśnięcia gardzieli, prócz tego każdy syfon zaopatrzony jest w zwieracz. 
U larw żachw występują narządy zmysłu: czuciowe brodawki, pojedynczy światłoczuły ocellus i otolit – narząd równowagi. U dorosłych żachw narządy zmysłu zanikają, występują pojedyncze komórki neurosensoryczne, szczególnie liczne w otaczających otwór gębowy czułkach. Ich stymulacja prowadzi do zaciśnięcia mięśni w powłoce ciała i wyrzucenia wody z gardzieli (stąd angielska nazwa sea-squirts).

## Ekologia

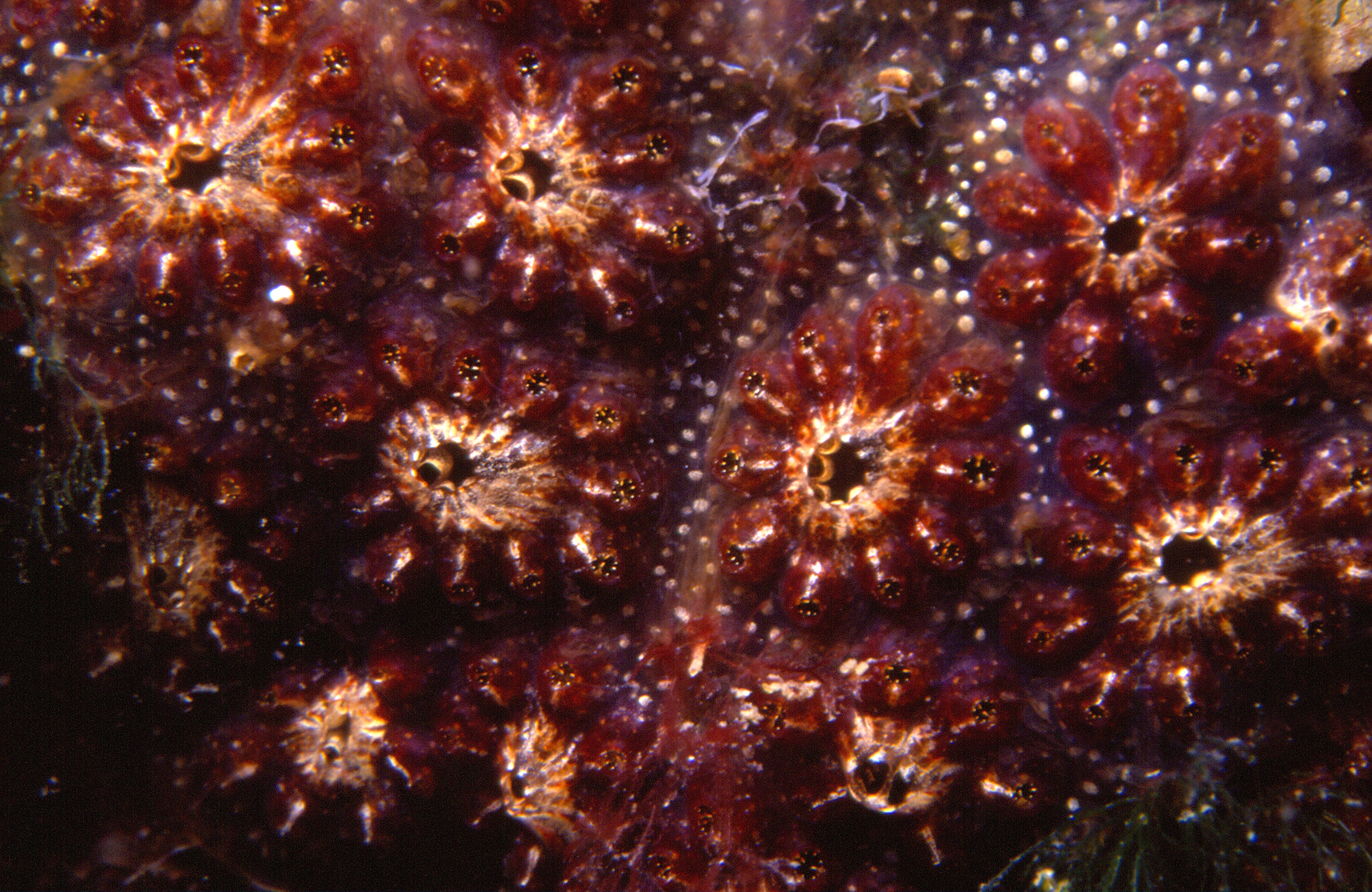
Botryllus schlosseri - gwiaździste kolonie zooidów - na "ramionach" gwiazd widoczne otwory wlotowe, w centrum wspólny otwór wylotowy

Zdecydowana większość żachw to filtratorzy, aczkolwiek przedstawiciele rodziny Hexacrobylidae prowadzą prawdopodobnie drapieżny tryb życia. Żachwy występują w słonych morzach na wszystkich szerokościach geograficznych (w Bałtyku spotykane są dendrodoa - Dendrodoa grossularia i przejrzystka - Ciona intestinalis) i na różnych głębokościach (od wód płytkich po głębinowe).
Wśród żachw występują zarówno organizmy osobnicze, jak i kolonijne o różnym stopniu integracji (wspólny stolon, tunika, syfon wylotowy). U żachw brak specjalizacji zooidów w kolonii.

## Rozmnażanie i rozwój
Żachwy zdolne są zarówno do rozmnażania płciowego, jak i bezpłciowego (przez pączkowanie).

### Rozmnażanie płciowe

Schemat budowy larwy żachwy
1 - otwór wlotowy
2 - papille
3 - gardziel
4 - żołądek
5 - jelito tylne
6 - struna grzbietowa
7 - cewka nerwowa
8 - atrium
9 - otwór wylotowy

Żachwy w zależności, od trybu życia (kolonijny lub osobniczy), przechodzą zarówno zapłodnienie wewnętrzne jak i zewnętrzne. U gatunków osobniczych występuje zawsze zapłodnienie zewnętrzne. Jaja i plemniki uwalniane są do kolumny wody, gdzie zachodzi zapłodnienie. W rozwoju zarodkowym żachw następuje bardzo szybka determinacja losów komórek, a nawet poszczególnych obszarów cytoplazmy w zapłodnionym jaju (rozwój mozaikowy). Na wczesnym etapie embriogenezy formują się tzw. szary półksiężyc, który wyznacza przyszłą stronę grzbietową zarodka, oraz żółty półksiężyc, z którego powstają mięśnie ogona i komórki mezenchymy.
Od 12 godzin do kilku dni po zapłodnieniu z jaja wykluwa się wykazująca cechy strunowca charakterystyczna larwa posiadająca ogon ze struną grzbietową, dorsalną cewkę nerwową i narządy zmysłów. Larwa ta jest stadium dyspersyjnym, które w przeciągu kilkudziesięciu godzin musi osiedlić się cementując do podłoża przy pomocy papilli. Następnie przechodzi metamorfozę, w trakcie której degeneruje ogon i większość układu nerwowego, rozrasta się gardziel i następuje zwiększenie liczby i komplikacja pierwotnych otworów skrzelowych.
U Form kolonijnych zasadniczy rozwój jest podobny z jedną różnicą - u gatunków filopatrycznych jaja nie są wyrzucane z atrium i zapłodnienie zachodzi wewnątrz jamy okołoskrzelowej, tam też zapłodnione jaja przechodzą embriogenezę i wykluwają się larwy, które pozostają mobilne bardzo krótko i szybko osiedlają się w pobliżu matczynej kolonii. Niektóre gatunki kolonijne podobnie jak osobnicze wykazują zapłodnienie zewnętrzne a ich larwy mogą przebyć duże odległości.

### Rozmnażanie bezpłciowe
Jedynie formy kolonijne rozmnażają się bezpłciowo i są zdolne do efektywnej regeneracji. Rozmnażanie bezpłciowe odbywa się przez pączkowanie istnieje jednak duża różnorodność tego procesu pomiędzy poszczególnymi rodzinami. U najprostszych form kolonijnych pączkowanie zachodzi w stolonie, u innych żachw może zachodzić również w gardzieli. Również różne tkanki wchodzą w skład pączków; zawsze zawierają one naskórek, ale prócz niego obecne mogą być również nabłonek gardzieli, mezenchyma, nasierdzie, otrzewna, fragmenty jelita czy endostylu. Nie zawsze wszystkie listki zarodkowe są obecne w pączku.

## Ewolucja
Żachwy są prawdopodobnie grupą parafiletyczną względem sprzągli (Thaliacea), która zachowała pewne cechy pierwotne jeśli nie dla wszystkich osłonic, to przynajmniej dla tych, które przechodzą przeobrażenie (problematyczną kwestią jest pochodzenie ogonic i pierwotność ich planktonicznego trybu życia). Uważa się, że pierwotne żachwy były osobnicze, a tworzenie klonalnych kolonii jest u nich cechą wtórną. 
Niektórzy badacze ewolucji strunowców upatrują w osobniczych żachwach planu budowy pierwotnego dla wszystkich strunowców. Zgodnie z tą teorią pozostałe strunowce (lancetniki i kręgowce) wyewoluowały z przypominających dzisiejsze żachwy przodków na drodze pedomorfozy podobnie jak ogonice.
W zapisie kopalnym żachwy są skąpo reprezentowane. Od późnego triasu znane są skamieniałe spikule żachw z rodzin Didemnidae, Polycitoridae, Pyuridae, Polyclinidae i Styelidae. Istnieją również skamieniałości uważane przez niektórych za przedstawicieli bardzo wczesnych żachw lub bazalnych osłonic – są to wendyjska Burykhia hunti znad Morza Białego, i kambryjskie Cheungkongella ancestralis orazShankouclava shankouense z chińskich łupków Maotianshan.

## Taksonomia i systematyka
W tradycyjnej systematyce żachwy wyłączane są jako gromada w obrębie podtypu osłonice. Do gromady zalicza się 2 rzędy:
- Enterogona
  - Aplousobranchia
  - Phlebobranchia
- Pleurogona
  - Stolidobranchia

Zgodnie z danymi molekularnymi żachwy są grupą parafiletyczną i nie stanowią kladu, więc ich pozycja na drzewie rodowym osłonic jest rozbita.
|  | Enterogona              |
|  |                         |
|  | Iskrzyłudy (Pyrosomida) |
|  |                         |

|  | Beczułkowce (Doliolida) |
|  |                         |
|  | Salpy (Salpida)         |
|  |                         |

|  | Enterogona              |
|  |                         |
|  | Iskrzyłudy (Pyrosomida) |
|  |                         |

|  | Beczułkowce (Doliolida) |
|  |                         |
|  | Salpy (Salpida)         |
|  |                         |

|  | Enterogona              |
|  |                         |
|  | Iskrzyłudy (Pyrosomida) |
|  |                         |

|  | Beczułkowce (Doliolida) |
|  |                         |
|  | Salpy (Salpida)         |
|  |                         |

|  | Enterogona              |
|  |                         |
|  | Iskrzyłudy (Pyrosomida) |
|  |                         |

|  | Beczułkowce (Doliolida) |
|  |                         |
|  | Salpy (Salpida)         |
|  |                         |

|  | Enterogona              |
|  |                         |
|  | Iskrzyłudy (Pyrosomida) |
|  |                         |

|  | Beczułkowce (Doliolida) |
|  |                         |
|  | Salpy (Salpida)         |
|  |                         |

|  | Enterogona              |
|  |                         |
|  | Iskrzyłudy (Pyrosomida) |
|  |                         |

|  | Beczułkowce (Doliolida) |
|  |                         |
|  | Salpy (Salpida)         |
|  |                         |

|  | Enterogona              |
|  |                         |
|  | Iskrzyłudy (Pyrosomida) |
|  |                         |

|  | Beczułkowce (Doliolida) |
|  |                         |
|  | Salpy (Salpida)         |
|  |                         |

|  | Enterogona              |
|  |                         |
|  | Iskrzyłudy (Pyrosomida) |
|  |                         |

|  | Beczułkowce (Doliolida) |
|  |                         |
|  | Salpy (Salpida)         |
|  |                         |

## Zastosowanie żachw

### Kuchnia

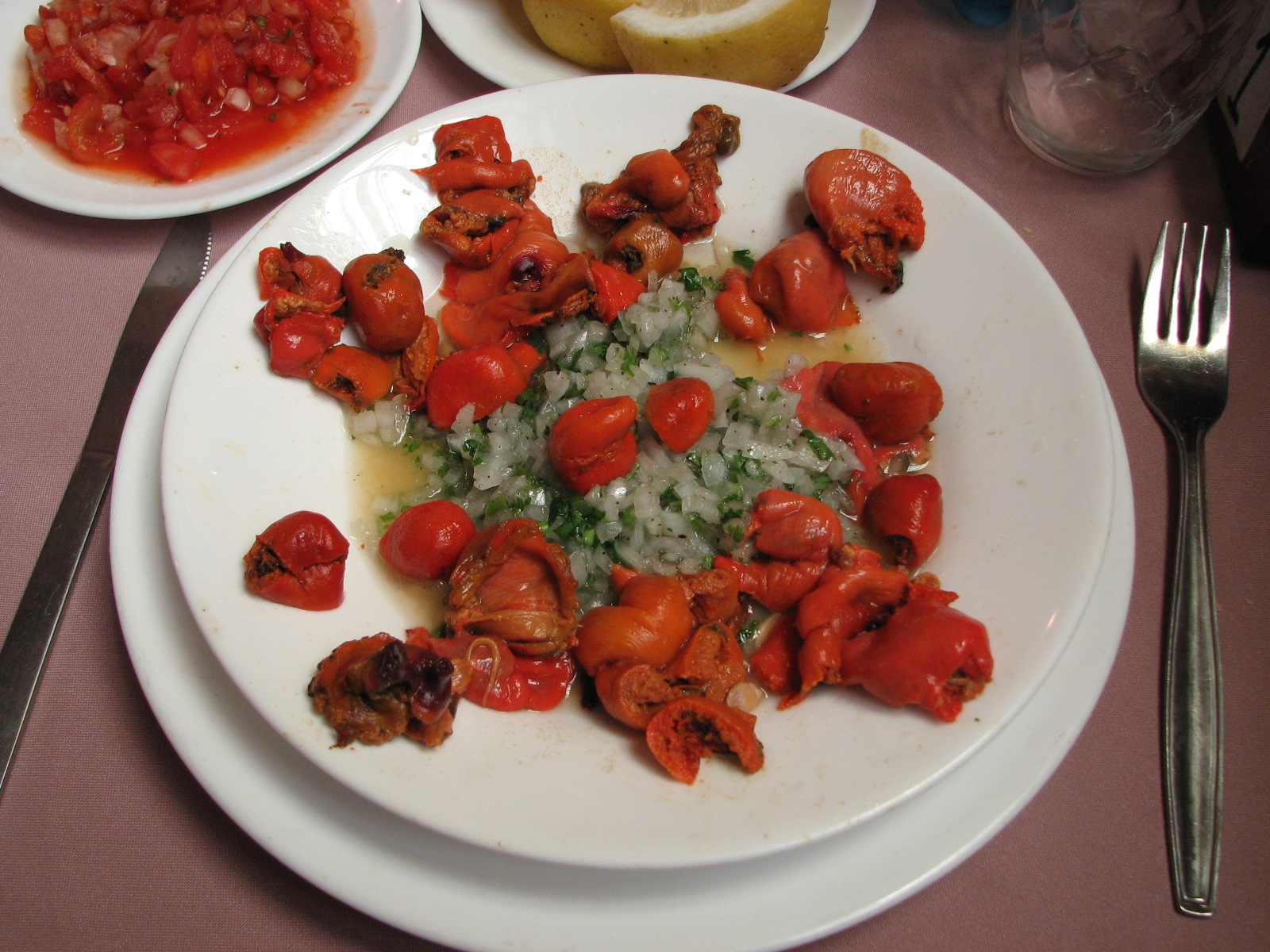
Pyura chilensis w tradycyjnej kuchni chilijskiej

Wiele gatunków żachw jest użytkowanych kulinarnie w kuchni dalekowschodniej, śródziemnomorskiej, czy południowoamerykańskiej. Jadane są między innymi:
- Halocynthia roretzi (Daleki Wschód)
- Styela clava (Daleki Wschód)
- Microcosmus sabatieri (Południowa Europa)
- Pyura chilensis (Chile)
- Pyura stolonifera (Australia)

### Wykorzystanie naukowe
Żachwy wykorzystuje się jako organizmy modelowe w badaniach nad biologią rozwoju, jak również w badaniach nad filogenezą strunowców i wczesną ewolucją kręgowców.